# Galen Rowell
Galen Avery Rowell (23 de agosto de 1940 - 11 de agosto de 2002) fue un fotógrafo de vida salvaje, fotoperiodista de aventura y escalador. Nacido en Oakland, California, se convirtió en fotógrafo a tiempo completo en 1972.

## Primeros años y educación
Rowell se introdujo en el desierto a una edad muy temprana y comenzó a escalar montañas a la edad de diez años. Durante los siguientes 52 años, escaló montañas y exploró paisajes. Comenzó a tomar fotos en excursiones a la naturaleza para poder compartir sus experiencias con amigos y familiares. Después de graduarse de Berkeley High School en 1958, se quedó en Berkeley para estudiar física en la Universidad de California, pero se retiró después de cuatro años para perseguir su amor por la escalada. Nunca fue entrenado formalmente como fotógrafo.
«Galen Rowell fue un hombre que iba a las montañas, al desierto, al borde del mar, a los últimos grandes lugares salvajes del mundo para ser absorbido por su gracia y grandeza. Eso es lo que hizo por sí mismo. Para el resto de nosotros, compartió su visión con un clic, al abrir un obturador, creando fotografías tan atemporales, tan impresionantes y tan poderosas como la naturaleza misma.» –Tom Brokaw, del prólogo de Galen Rowell: una retrospectiva

## Carrera
En 1972, Rowell vendió su pequeña empresa automotriz y se convirtió en fotógrafo a tiempo completo. En un año, había completado su primera tarea importante, una historia de portada para National Geographic. La historia, originalmente iniciada por una invitación del compañero fotógrafo Dewitt Jones para ayudarlo en una tarea, surgió cuando Jones fue llamado y Rowell sugirió un ascenso al Half Dome del Parque nacional de Yosemite que documentó por su cuenta. Cuando National Geographic tomó las fotos, decidieron hacer una historia separada de la de Jones y así Rowell comenzó. Fue pionero en un nuevo tipo de fotografía en la que no era simplemente un observador, sino que se consideraba un participante en las escenas que fotografiaba: consideraba el paisaje como parte de la aventura y la aventura como parte del paisaje.
Ganó el Premio Ansel Adams de fotografía de conservación en 1984. Tenía numerosas tareas fotográficas para Life, National Geographic, Outdoor Photographer y varias otras publicaciones. Rowell también fue un escritor de gran prestigio en temas que van desde fotografía, asuntos humanitarios y ambientales, cognición visual humana y montañismo, publicando numerosos artículos de revistas y dieciocho libros en su vida. Su In the Throne Room of the Mountain Gods sobre la historia del montañismo en K2 (1977) se considera un clásico de la literatura sobre montañismo, y su libro de 1986 Mountain Light: In Search of the Dynamic Landscape es uno de los libros de fotografías más vendidas de todos los tiempos.[cita requerida] También un enérgico defensor de las causas en las que creía, Rowell sirvió en múltiples consejos de asesores y juntas directivas para organizaciones que van desde el Comité de 100 para el Tíbet hasta el Fondo Mundial para la Naturaleza.
Rowell estaba particularmente interesado en buscar y fotografiar fenómenos ópticos en el mundo natural. Se refirió a sus fotografías de paisajes como "paisajes dinámicos", debido tanto a la naturaleza cambiante de la luz y las condiciones como a su búsqueda enérgica de la mejor posición de la cámara en el momento óptimo. Rowell escribió sobre la búsqueda de tales imágenes en sus libros Mountain Light (1986), Galen Rowell's Vision (1993) e Inner Game of Outdoor Photography (2001).
Sierra Club Books publicó un libro retrospectivo importante sobre su vida, carrera e impacto en los diversos mundos que tocó.

### Técnicas y equipos de fotografía
A partir de 1968, utilizó cámaras y lentes Nikon de 35 mm casi exclusivamente por su fiabilidad y portabilidad. Su principal elección en los medios fue la película de diapositivas en color, comenzando con Kodachrome en las décadas de 1970 y 1980 y Fuji Velvia después de su introducción en 1990.
Rowell concibió un enfoque técnico para extender el rango dinámico que se capturará en la película. Desarrolló un conjunto de filtros graduados de densidad neutra y los fueron fabricados por Singh-Ray, un fabricante de filtros. Se vendieron bajo su nombre y se convirtieron en un estándar para lidiar con escenas de alto contraste.
Galen Rowell también dominó la técnica de usar un flash de relleno equilibrado que le permitió aclarar las sombras más profundas de una manera sutil para que coincida con el rango dinámico relativamente estrecho de la película de inversión de color.

## Muerte
Rowell, su esposa, fotógrafa, autora y piloto Barbara Cushman Rowell, el piloto Tom Reid y la amiga de Reid Carol McAffee murieron en un accidente aéreo en el condado de Inyo cerca del aeropuerto regional de Eastern Sierra en Bishop, California, a las 01:23 a. m. en 11 de agosto de 2002. Los Rowell regresaban de un taller de fotografía en el área del mar de Bering, Alaska, en un vuelo que se había originado en Oakland, California. La Junta Nacional de Seguridad en el Transporte determinó (informe NTSB LAX02FA251) que Reid solo tenía 52 horas en el Aero Commander 690 y solo 1.6 horas por la noche. De hecho no estaba certificado para transportar pasajeros por la noche en el momento del accidente. Se observó que el avión estaba en peligro a varias millas del aeropuerto, y se estrelló poco después del avistamiento.

## Logros de escalada y aventuras
- Más de 100 primeras subidas de ascensiones técnicas en Sierra Nevada[4]
- Primer ascenso de un día de Denali (en el que su cámara se congeló)
- Primera circunnavegación de esquí de Denali
- Primer ascenso de un día al Kilimanjaro
- Primer ascenso a la Gran Torre Trango en el Himalaya Karakoram de Pakistán
- Segundo ascenso del pico Amne Machin en 1981 con Harold Knutsen y Kim Schmitz, informando su verdadera altitud a 20,610 pies.
- Primer ascenso de Cholatse, el pico principal final subió en la región del Everest
- Primeras ascensiones de numerosos picos menos conocidos pero desafiantes en todo el mundo, incluidos los Andes, Alaska, Karakoram
- Himalaya de Pakistán, Tíbet, Nepal, China, Groenlandia, etc.
- La persona más vieja en escalar El Capitán de Yosemite en un día a los 57 años